# Vítek z Klokot
Vítek IV. z Klokot (* před rokem 1194, † před rokem 1253) byl český šlechtic v období 12. a 13. století z rodu Vítkovců, zakladatel pánů z Landštejna a z Třeboně. Byl jedním ze synů legendárního předka jihočeského šlechtického rozrodu Vítkovců Vítka z Prčice.

## Život
Informace o Vítkovi z Klokot jsou velmi strohé, kolem roku 1240 uváděn jako Witigo de Glokgot, z roku 1250 je zachována jeho pečeť. Vlastnil sídlo Klokoty a jeho další majetkové aktivity směřovaly do oblasti Třeboňska. Dnešní Třeboň, založená kolonisty koncem 12. století jako trhová osada na severní trase Vitorazské stezky, se v 1. polovině 13. století nazývala po Vítkovi z Klokot Witingau (Vítkův luh). Vítek získal území podél Vitorazské stezky buď vyženěním nebo koupí od kláštera Zwettl, který se zbavoval majetku mimo území Rakouska, aby uspokojil finanční nároky Eufemie z Kuenringu.

### Potomci
Vítek z Klokot měl podle zachovaných listinných dokumentů tři syny Vítka, Pelhřima, Ojíře a čtyři dcery Lidmilu, Kateřinu, Gertrudu a Jutu, které byly aktivní při založení cisterciáckého kláštera v Pohledu, jehož abatyší se stala Kateřina a pro nějž v roce 1265 získaly podporu královského páru. Syn Vítek byl zakladatelem rodu pánů ze Skalice (podle Skalice na břehu Lužnice), kteří po vymření hlavní landštejnské větve používali i predikát z Landštejna (želečská odnož Landštejnů). Synové Pelhřim a Ojíř společně drželi třeboňské panství, které postupně rozšiřovali (Trhové Sviny, Nové Hrady). Ojíř byl z dětí Vítka z Klokot politicky nejaktivnější a po úmrtí Pelhřima (nejpozději 1261) se stal zároveň vůdcem landštejnsko-třeboňského rodu.